# Faculdade de Arquitetura da Universidade do Porto
A Faculdade de Arquitectura da Universidade do Porto (FAUP) é um establecimento de ensino superior da Universidade do Porto dedicado ao ensino da Arquitetura. Criada em 1979, é a sucessora do curso de Arquitetura leccionado na Escola Superior de Belas-Artes do Porto, frequentado por arquitetos como Fernando Távora, Álvaro Siza Vieira e Eduardo Souto de Moura.
É conotada como a herdeira viva da Escola do Porto, uma das mais influentes correntes da história da arquitetura portuguesa.

## História
A Faculdade de Arquitectura foi constituída em 1979, por transformação da secção de Arquitetura da Escola Superior de Belas-Artes do Porto (ESBAP), atual Faculdade de Belas Artes da Universidade do Porto. As novas instalações, no entanto, apenas começaram a ser construídas em 1985, e o processo de transição  inicialmente previsto para durar até 1987 acabou por estender-se até 1996.

## Ensino

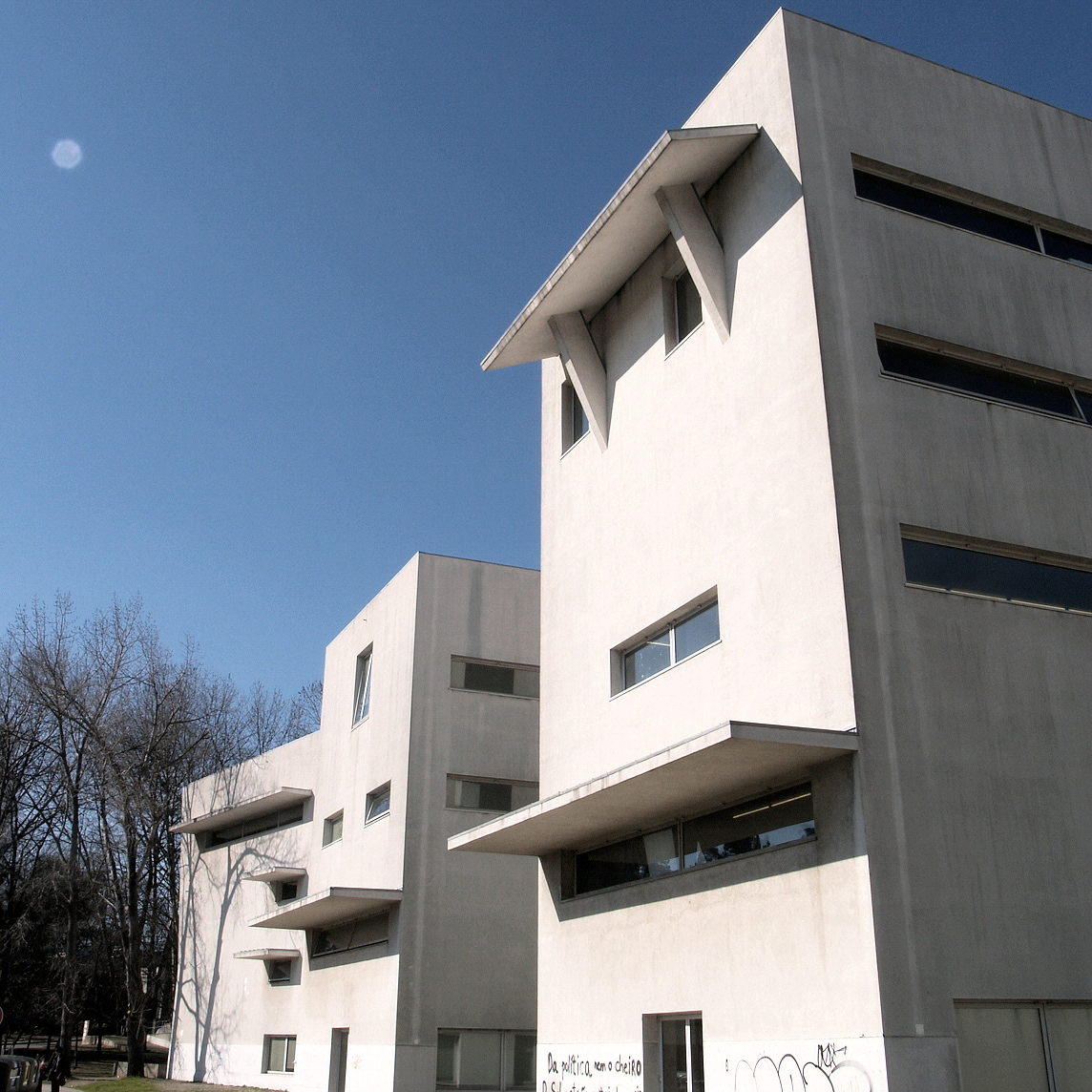
Edifícios da FAUP

O ensino na FAUP segue a matriz da tradição pedagógica e artística da Escola do Porto, antecedida por José Marques da Silva e Carlos Ramos e inaugurada por Fernando Távora. É atribuída uma forte importância ao desenho no processo criativo de arquitetura, tal como à contextualização e ligação da obra com o seu lugar.
Na Faculdade é ministrado o mestrado integrado em Arquitectura, o programa de doutoramento em Arquitectura, e, juntamente com a Faculdade de Engenharia da Universidade do Porto, o mestrado em Planeamento e Projecto Urbano.

## Edifício
As instalações da faculdade situam-se no Pólo do Campo Alegre da Universidade, num local panorâmico sobre o rio Douro junto à antiga Quinta da Póvoa. O projeto foi da autoria de Álvaro Siza Vieira, antigo aluno e professor catedrático jubilado da instituição. Numa primeira fase, entre 1985 e 1986, foi projetada a renovação da casa da Quinta da Póvoa, usualmente referida como a Casa Cor de Rosa, e a construção de um novo pavilhão nos seus jardins cujo nome foi atribuído a Carlos Ramos. O pavilhão fora inicialmente pensado como uma instalação provisória e de programa simples, mas Siza transformou-o em algo mais permanente. A forma em U do pavilhão foi condicionada em planta e volume pela presença das árvores e das suas raízes.

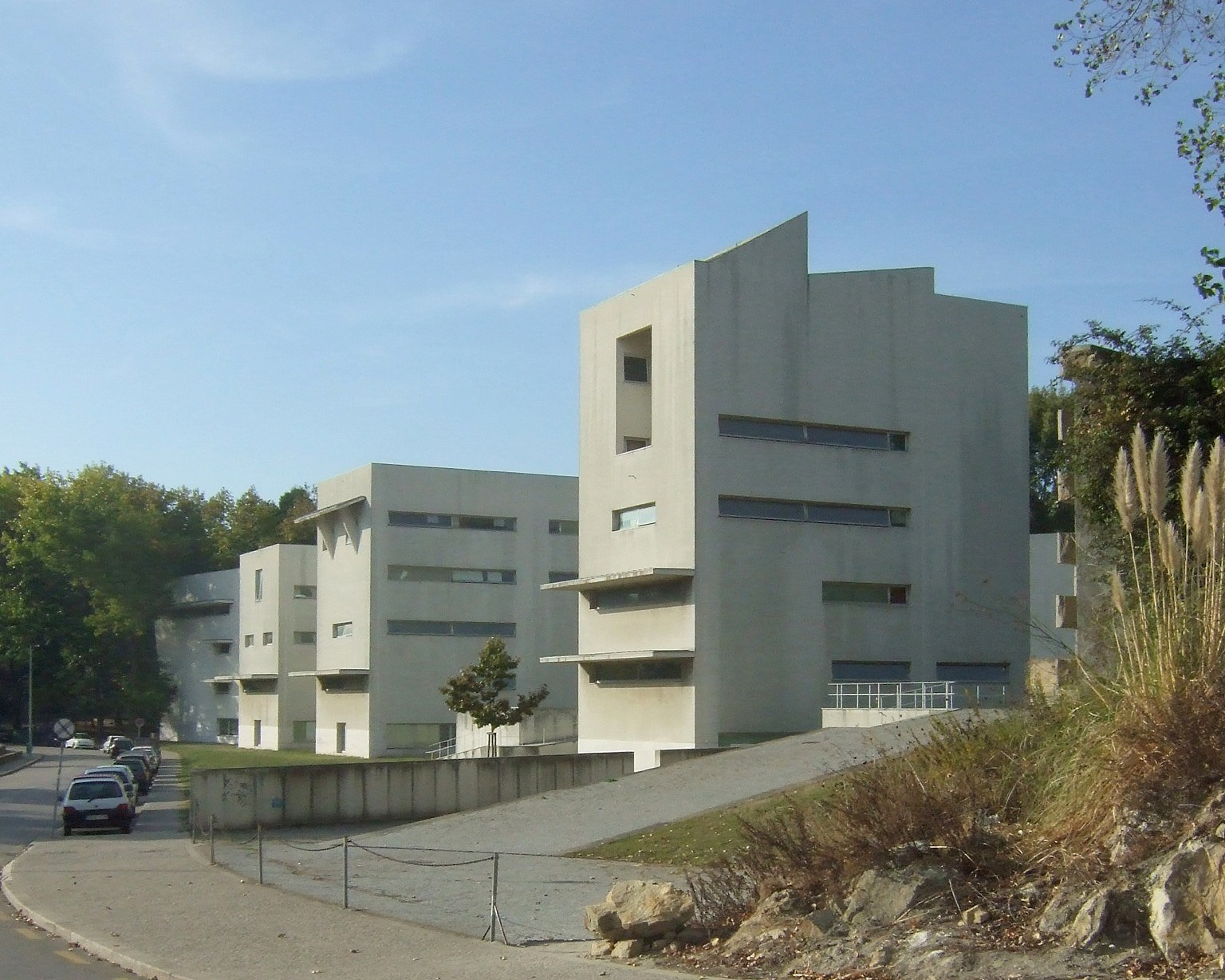
Edifícios da FAUP

A segunda fase desenvolveu-se num terreno bastante maior (cerca de 5000 m²) anexo à Quinta. A força da paisagem fez Siza abrir o complexo para o rio, fragmentando-o em vários volumes, sobressaindo quatro torres interligadas quer por uma galeria transversal semienterrada, quer pelo espaço exterior, conectando-as também a um edifício do lado norte ele próprio igualmente decomposto em quatro partes, albergando o bar, a administração e o auditório, o museu, e a biblioteca.
A sua localização adjacente e pertencente à Quinta da Póvoa não foi descurada - novos muros de pedra relacionam as cotas do jardim da quinta com a plataforma do novo edifício. Além disso, Siza afirma que procurou encontrar na Casa Cor de Rosa “as dimensões, as alturas e mesmo o ritmo – relação espaço-volume – dos pavilhões”, tal como “as proporções e o alinhamento dos edifícios”.
A introdução de elementos marcadamente modernistas num terreno e envolvente ainda algo rurais invoca o conflito eterno entre urbanidade e ruralidade que se trava nas margens do Douro, e particularmente nas encostas da Arrábida e de Massarelos. Esta intervenção exercida na paisagem pode ser assim considerada a concretização derradeira da Escola do Porto, a escola como uma materialização da Escola.

## Alumni
- Adalberto Dias
- Alcino Soutinho
- Alexandre Alves Costa
- Álvaro Siza Vieira
- Arménio Losa
- Eduardo Souto de Moura
- Fernando Távora
- Pedro Ramalho
- Sérgio Fernandez
- Viana de Lima